# X-59 (航空機)

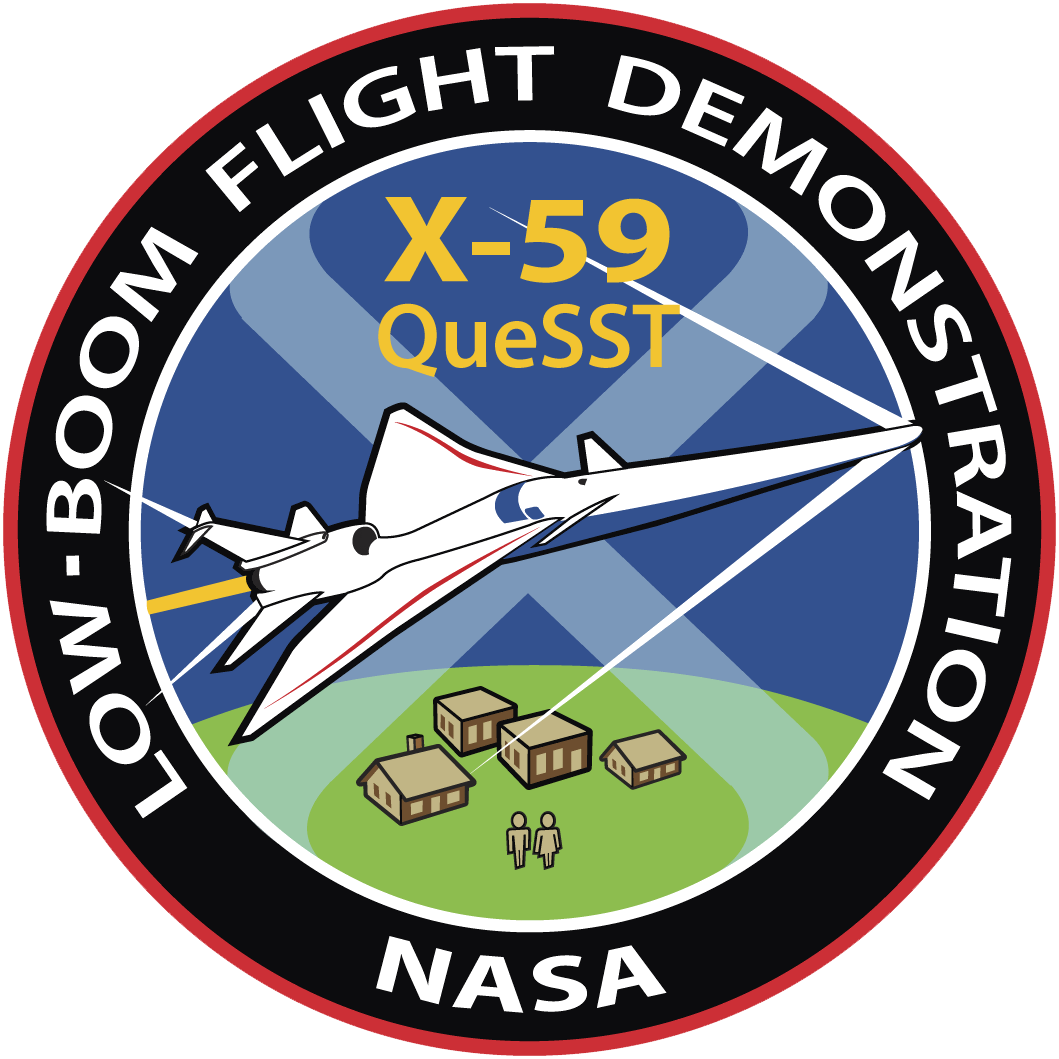
低空飛行実証のエンブレムには、X-59の機体と将来のコミュニティ・オーバーフライトの2つの重要な側面が描かれている。

ロッキード・マーティン X-59
X-59
- 用途：実験機
- 製造者：ロッキード・マーティン
- 運用者

  - アメリカ航空宇宙局（NASA）
- 初飛行：2023年(予定)[1]
- 運用状況：開発中

ロッキード・マーティン X-59 Quiet Supersonic Technology（Lockheed Martin X-59 Quiet Supersonic Technology）は、将来の超音速機の研究、および今後の低ソニックブーム超音速研究計画等へのために設計された実験機。Xプレーンの一つ。

## 概要
従来の超音速機では超音速での飛行時に衝撃波が生じるため飛行空域が限られていて民間の超音速機の普及の妨げになっていた。それらの問題を解決するために環境に配慮した機体の開発が進められる。NASAは、実験機の初飛行に対して、わずか3年間という開発スケジュールを正式に発表した。
計画では資金調達の観点からNASAの継続的なX-59への支援を確認して30年以上の間に実物大の実験機を開発するための達成可能なスケジュールを構築するためにKey Decision Point-C（KDP-C）と呼ばれる厳格な調査を実施する。予備設計審査は2017年6月に完了予定だったが、参加したのはロッキード・マーティンのみだった。
初飛行の予定は2021年であったが、2022年となった。この初飛行の前に、地上試験のため、最終組み立て作業が行われているカリフォルニア州のスカンクワークスの施設から、テキサス州フォートワースの施設へ輸送される。試験では、機体の耐久性の検証・評価及び燃料システムの調整が行われる。試験後にはカリフォルニア州の施設に戻され、初飛行に備える。初期飛行試験後、2023年には175以上の地上録音システムにより騒音を測定し、静粛超音速飛行の安全な運用を証明するための試験を行う。2024年には、アメリカの複数の地点で飛行し、実際の音による人々の反応を確認する予定である。
スーパーコンピュータを用いた数値シミュレーションを駆使することにより衝撃波の発生を最小限に留め、地上騒音を従来の超音速機の約1/1000の大きさである約60dBに抑えることを目標としている。4K解像度のエンハンスト・ビジョン・システムを備える予定。

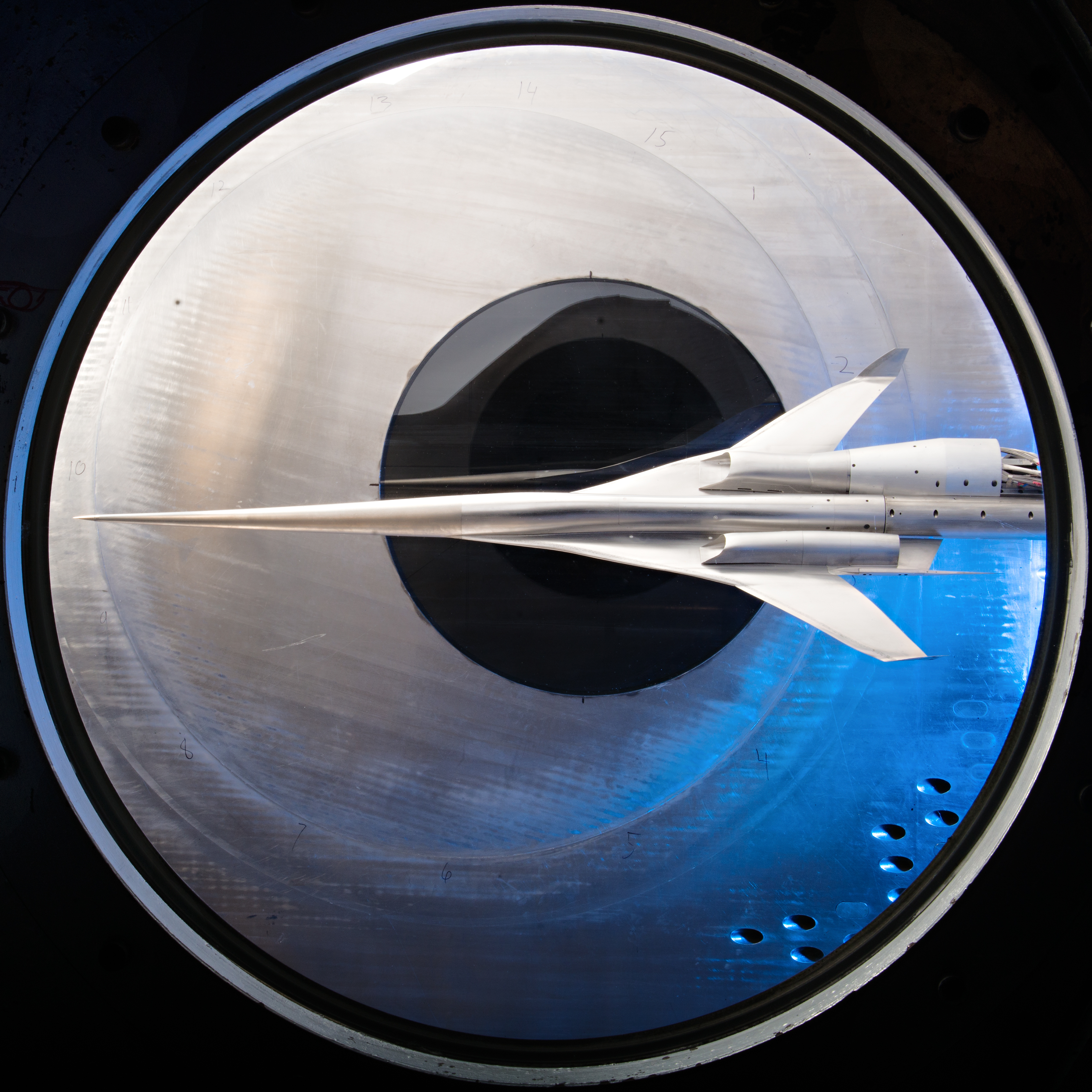
風洞実験用の模型
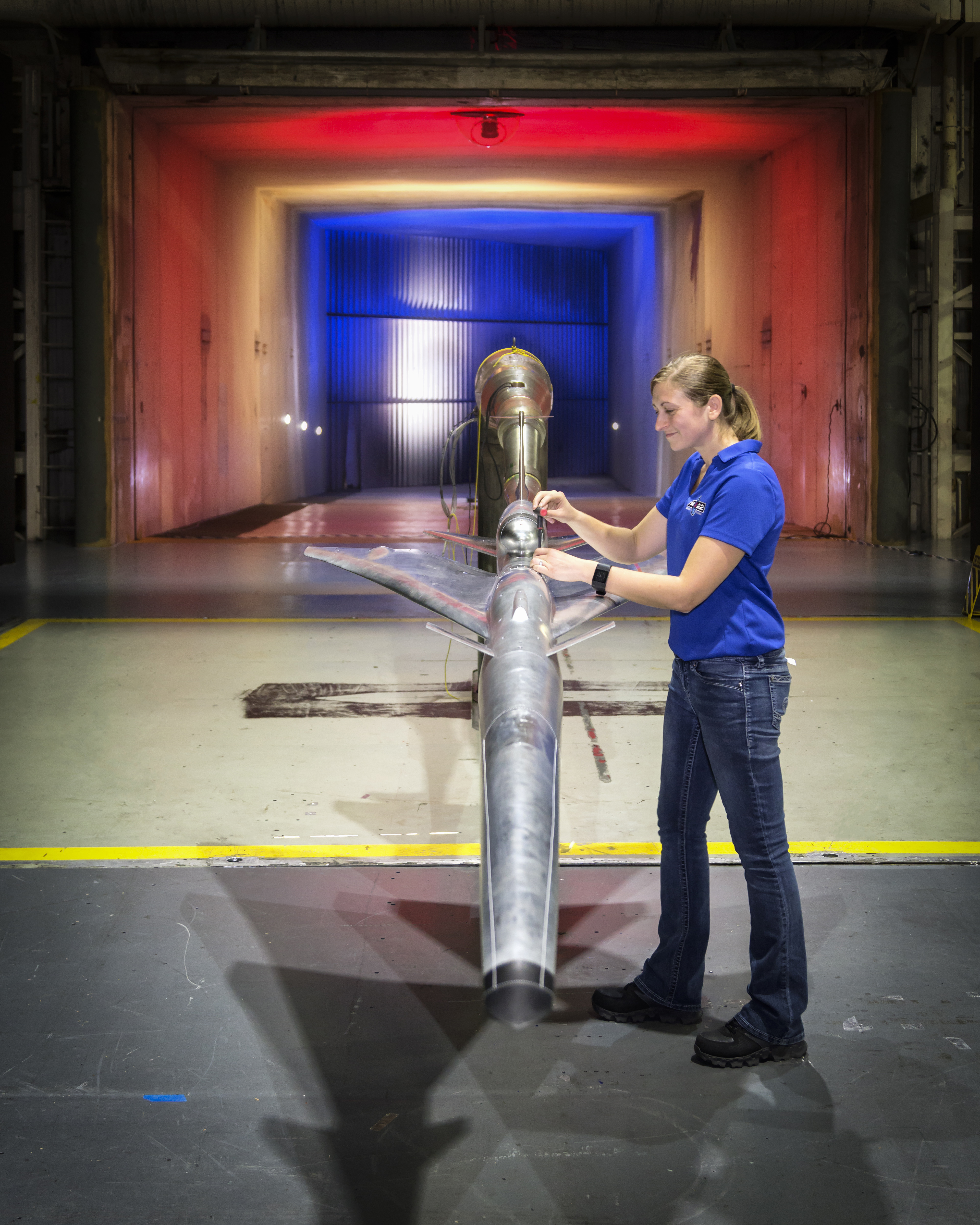
ラングレー研究センターでの風洞実験の様子
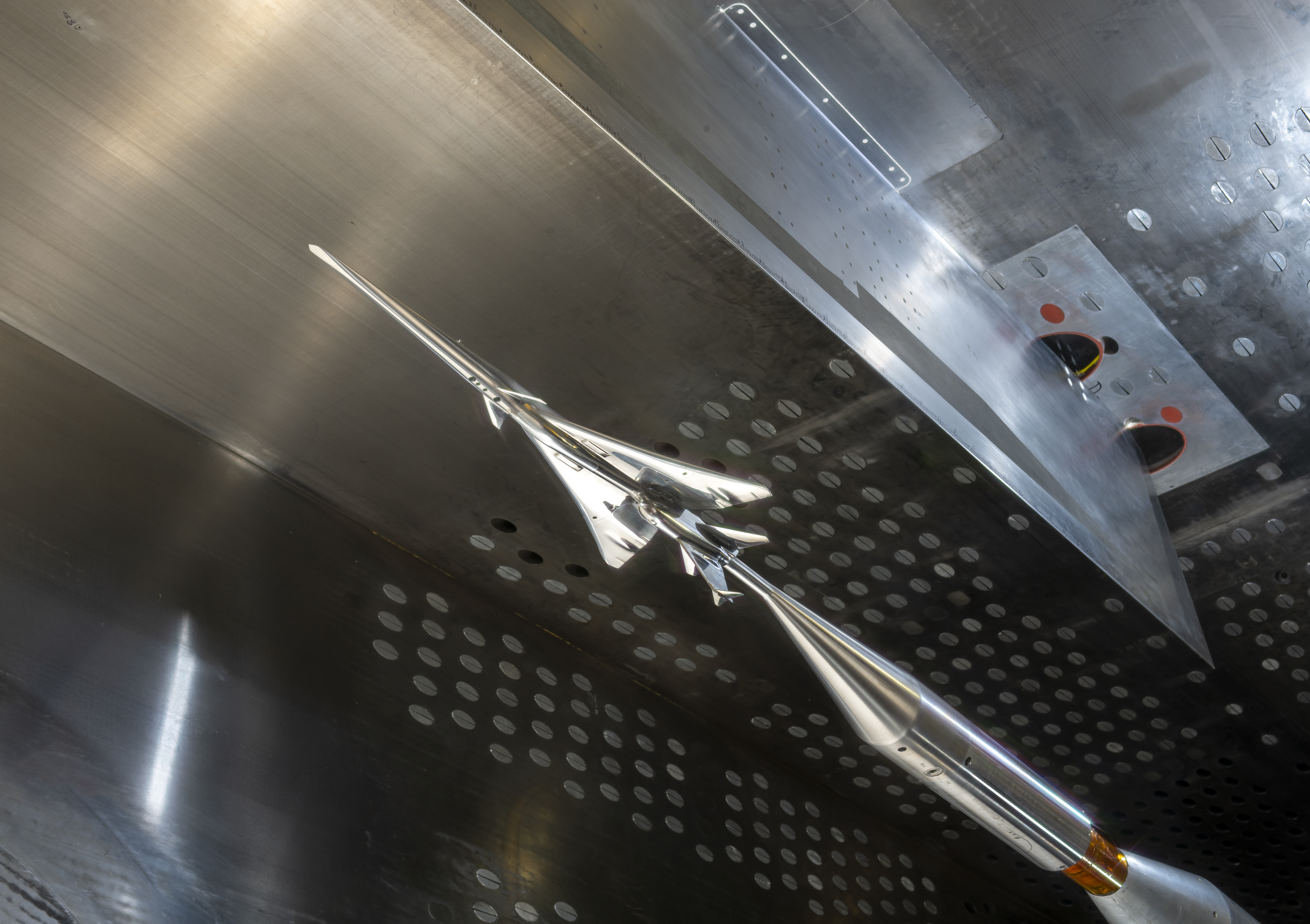
8x6フィートの超音速風洞のX-59の模型

## 運用
2022年11月、X-59は、航空機の組み立てに続いて一連の地上試験を行い、最終的には2023年に初飛行を行う予定。X-59は、超音速で飛行する際に発生するソニックブームの音を低減させる機体設計になっており、2025年からNASAは米国内の上空で飛行試験を行い商用超音速飛行の実証実験データを提供し、飛行時間を大幅に短縮することを目的としている。

## 仕様
- 全長 : 28.7m
- 全幅 : 9m
- 重量 : 14,700kg

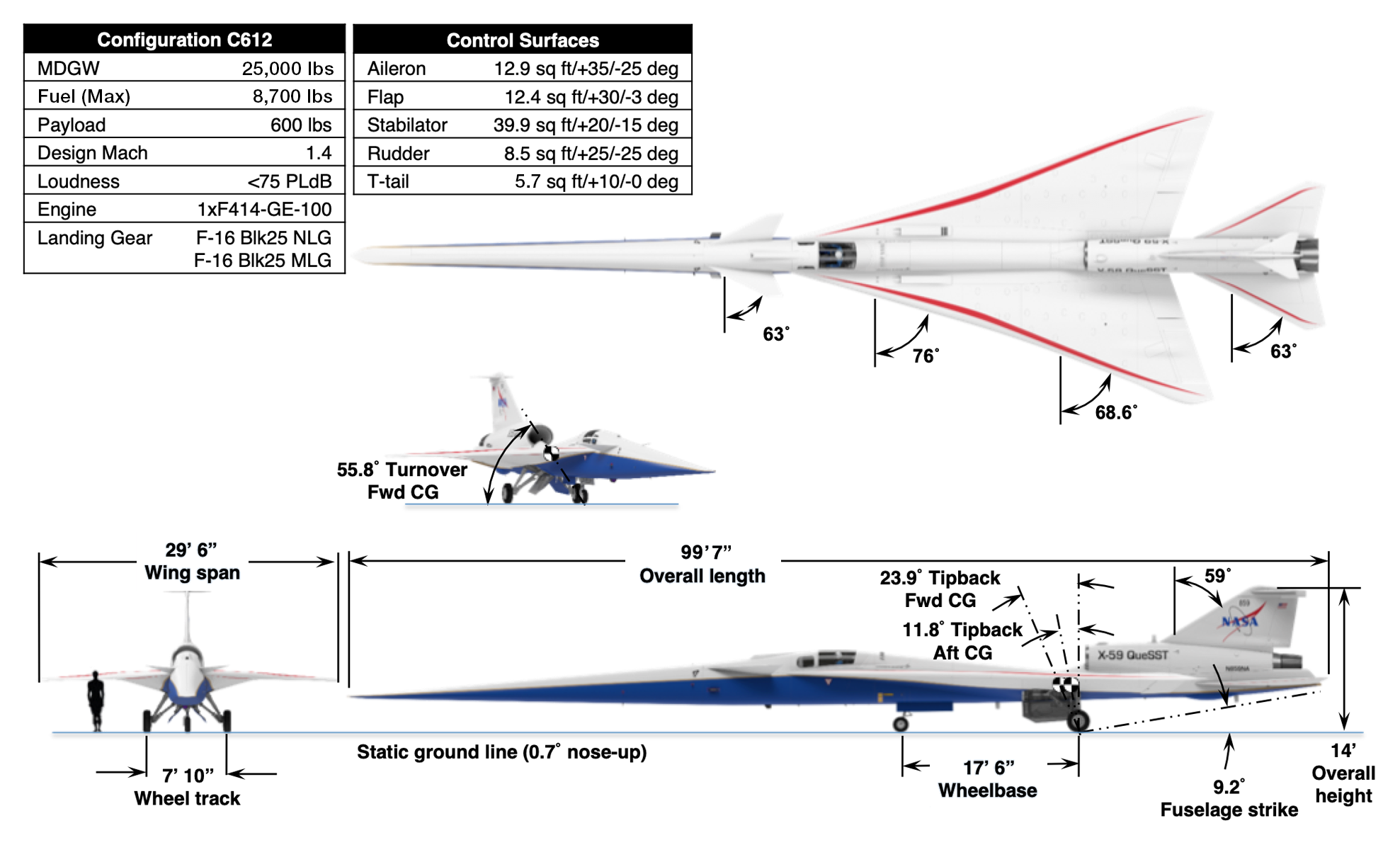
ロッキードX-59 QueSSTの面図と仕様の一部。

- 最高速度 : マッハ1.5 (1,590 km/h)
- 巡航速度 : マッハ1.42 (1,510 km/h)
- エンジン : ゼネラル・エレクトリック F414